# Dave Petersen
Dave Petersen (Zimbabwais, 20 de marzo de 1956) es un expiloto de motociclismo sudafricano, que compitió en el Campeonato del Mundo de Motociclismo entre 1983 y 1986.

## Biografía
Petersen debutará en el Mundial en apertura de la temporada 1983 en el Gran Premio de Sudáfrica de 1983 de 500cc a bordo de una Rotax. También discutirá el segundo Grand Prix de la temporada en Francia en el circuito de le Mans en la categoría de 500 cc. Al año siguiente, dará el salto a los 500 cc con la disputa de cuatro Grandes Premios. En 1985, acabaría en la posición número 27 de los 500 cc, conseguido con un décimo lugar en el Gran Premio de Yugoslavia. En 1986, integrado en el equipo Gallina Suzuki HB, terminará la temporada en el decimosexto puesto de la general dos novenos lugares en Yugoslavia y Francia. En 1987, intentó dar el salto a las Superbikes con una Ducati pero en Sudáfrica sufrió un grave accidente en el circuito de Kyalami, que le hizo retirarse.

## Resultados en los Grandes Premios de Motociclismo
Sistema de puntuación de 1968 a 1987
| Puesto | 1  | 2  | 3  | 4 | 5 | 6 | 7 | 8 | 9 | 10 |
| Pts.   | 15 | 12 | 10 | 8 | 6 | 5 | 4 | 3 | 2 | 1  |

Sistema de puntuación de 1988 a 1992
| Puesto | 1  | 2  | 3  | 4  | 5  | 6  | 7 | 8 | 9 | 10 | 11 | 12 | 13 | 14 | 15 |
| Pts.   | 20 | 17 | 15 | 13 | 11 | 10 | 9 | 8 | 7 | 6  | 5  | 4  | 3  | 2  | 1  |

(Las carreras en negrita indica que se consiguió la pole; la letra cursiva indica que consiguió la vuelta rápida)
| Temporada | Cat.  | Equipo        | 1       | 2       | 3       | 4      | 5      | 6       | 7       | 8       | 9       | 10     | 11      | 12     | Pts. | Pos. |
| --------- | ----- | ------------- | ------- | ------- | ------- | ------ | ------ | ------- | ------- | ------- | ------- | ------ | ------- | ------ | ---- | ---- |
| 1983      | 250cc | Suzuki        | RSA Ret | FRA -   | NAT -   | GER -  | ESP -  | AUT -   | YUG -   | NED -   | BEL -   | GBR -  | SWE -   | RSM -  | 0    | -    |
| 1984      | 500cc | Suzuki        | RSA -   | NAT -   | ESP -   | AUT -  | GER -  | FRA 11  | YUG 13  | NED Ret | BEL 14  | GBR -  | SWE -   | RSM -  | 0    | -    |
| 1985      | 500cc | Honda         | RSA 12  | ESP Ret | GER Ret | NAT 14 | AUT 20 | YUG 10  | NED Ret | BEL Ret | FRA Ret | GBR 11 | SWE 12  | RSM 14 | 1    | 24.º |
| 1986      | 500cc | Suzuki Racing | ESP 12  | NAT 11  | GER 10  | AUT 12 | YUG 9  | NED Ret | BEL -   | FRA 9   | GBR DNS | SWE -  | RSM Ret |        | 5    | 16.º |